# Vukanovići (dinastija)
Vukanovići (srpska ćirilica: Вукановићи) bili su raška obitelj, poznata po vlasti nad Raškom prije loze Nemanjića. Obitelj je možda bila povezana s porodicom Vojislavljević.
Poznati i kao Uroševići (Урошевићи), Vukanovići su vladali srednjovjekovnom Srbijom. Osnivač kuće bio je Vukan Raški.
Uroš I., veliki župan Raške, oženio se Anom i dobio sina Uroša II. Također, par je imao Beloša (hrvatski ban), Desu, Jelenu i Mariju. Jelena je postala ugarska kraljica supruga. Postoji hipoteza prema kojoj je lord Zavida bio Uroševo dijete; Zavida bijaše otac velikoga župana Stefana Nemanje.
Stefan Vukanović nije bio član dinastije Vukanović, već pripadnik porodice Nemanjić.